# .450 Marlin
O .450 Marlin é um  cartucho de fogo central metálico que utiliza pólvora sem fumaça, projetado como um equivalente modernizado ao cartucho .45-70. Ele foi projetado por uma equipe conjunta de engenheiros da Marlin e Hornady liderada por Mitch Mittelstaedt da Hornady, e foi lançado em 2000, com cartuchos fabricados pela Hornady e rifles fabricados pela Marlin, principalmente o rifle por ação de alavanca Model 1895M.
O rifle Browning BLR também está disponível para o .450 Marlin, assim como o Ruger No. 1. A Marlin interrompeu a fabricação do rifle 1895M em 2009. Não se sabe se ou quando este modelo estará disponível novamente.

## Projeto
Embora balisticamente semelhante ao .45-70, o .450 Marlin não foi desenvolvido a partir do .45-70. Em vez disso, o .450 Marlin foi desenvolvido a partir do cartucho wildcat ".458×2-inch American", que por sua vez foi baseado no .458 Winchester Magnum. Isso coloca o .450 Marlin na família de cartuchos ".458 Winchester", embora seja mais facilmente entendido como um .45-70 "modernizado". É possível fazer recarga manual do .45-70 em níveis que podem destruir armas de fogo mais antigas, como o "Springfield Trapdoor". O .450 Marlin oferece a balística de "cargas quentes" do .45-70 sem o risco de serem colocados em armas de fogo que não suportam sua maior pressão.

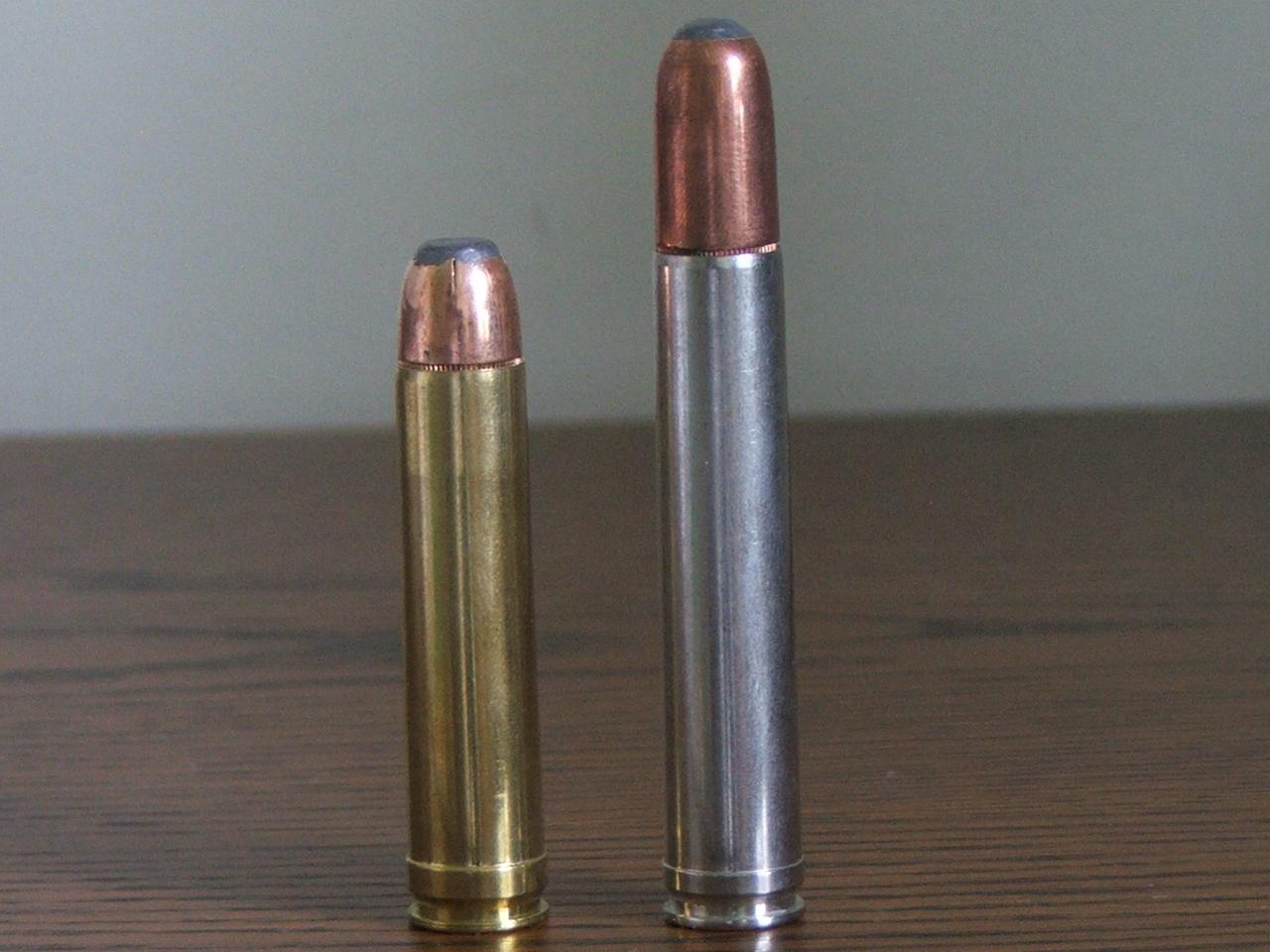
Um .450 Marlin (esquerda) comparado a um .458 Winchester Magnum.

A cinta foi modificada para evitar que ele se encaixe em rifles de calibre menor, como o 7mm Magnum ou o .338 Magnum. Os .45-70 e .450 Marlin não podem compartilhar a mesma câmara, mas rifles com câmara para o "American" podem ser modificados para disparar o .450 Marlin.
Visualmente, o estojo se assemelha ao do .458 Winchester Magnum com uma cinta mais larga. O cartucho é mais útil para caça maior a curtas distâncias, sendo preciso em distâncias de 150 a 175 jardas (137 a 160 m). O cartucho é capaz de abater qualquer animal grande da América do Norte, incluindo grandes cervos grandes, ursos pardos e alces.
Uma vantagem potencial do .450 Marlin era sua capacidade de se encaixar facilmente em rifles por ação de ferrolho, tornando-se essencialmente um cartucho do tipo ".45-70 bolt action". Essa ideia, no entanto, só foi utilizada por uma empresa: a Steyr Mannlicher. No entanto, muitas empresas como a E.R. Shaw Inc. e a EABCO ajudaram vários proprietários a converter seus rifles de ferrolho existentes para o .450 Marlin, cumprindo o propósito inspirado do cartucho.

## Dimensões

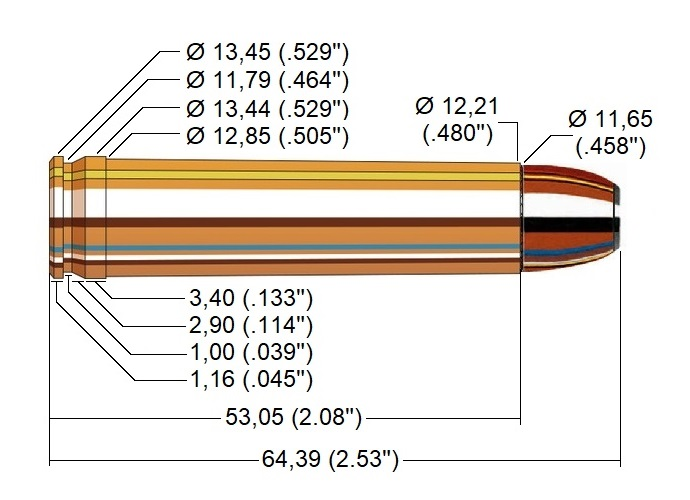